# احمد صمدیان
احمد صمدیان یک بازیکن فوتبال ایرانی متولد تهران بود که در دهه‌های ۱۳۲۰ و ۱۳۳۰ در تیم‌های دخانیات و تاج تهران بازی کرد. صمدیان متولد ۱۳۰۳ در تهران بود و در ۲۹ شهریور ۱۳۸۸ به دلیل سکته قلبی درگذشت.

## دوران حرفه‌ای
صمدیان بازیکن تیم دخانیات بود و در ۱۳۲۴ به دعوت پرویز خسروانی، از پایه‌گذاران تیم دوچرخه‌سواران، به این تیم پیوست تا یکی نخستین بازیکنان و بنیان‌گذاران این تیم باشد. صمدیان در بازی تیم تاج با تیم کلنی آبادان در ۱۳۳۴ مصدوم شد و پس از این مصدومیت دیگر به فوتبال ادامه نداد.

## افتخارات

### تاج
- جام باشگاه‌های تهران: ۱۳۲۸، ۱۳۳۱
- جام حذفی فوتبال تهران: ۲۷–۱۳۲۶، ۱۳۳۰

## زندگی شخصی
صمدیان در ۲۹ شهریور ۱۳۸۸ به دلیل سکته قلبی درگذشت. شاهین صمدیان فرزند احمد صمدیان نیز یک بازیکن فوتبال بود که سابقه بازی در تیم‌های شاهین و فجر سپاسی را دارد.